# Epéna
Epéna es una localidad de la República del Congo, constituida administrativamente como un distrito del departamento de Likouala en el noreste del país.
En 2011, el distrito tenía una población de 17 499 habitantes, de los cuales 8445 eran hombres y 9054 eran mujeres.
Se ubica en el centro de Likouala a orillas del río Likouala-aux-Herbes, el curso de agua que da nombre al departamento. Se sitúa unos 80 km al oeste de la capital departamental Impfondo sobre la carretera P45, albergando el punto final de dicha vía de comunicación, que solo continúa en caminos de selva.